# Блиц (фильм)
«Блиц» (англ. Blitz) — художественный фильм британского режиссёра Стива Маккуина с Сиршей Ронан, Харрисом Дикинсоном, Эрин Келлиман, Кэти Берк, Эллиотом Хефернаном в главных ролях. Его премьера состоялась 9 октября 2024 года на 68-м Лондонском кинофестивале.

## Сюжет
Действие фильма происходит в Великобритании в 1940 году, во время Второй мировой войны, когда германская авиация бомбит британские города (операция «Блиц»). Жительница Лондона по имени Рита отправляет своего сына Джорджа в деревню, чтобы уберечь его от опасности. Однако Джордж сбегает и снова приезжает в город, чтобы найти маму.

## В ролях
- Сирша Ронан — Рита
- Харрис Дикинсон — Джек
- Эрин Келлиман — Дорис
- Кэти Берк — Бэрил
- Эллиот Хефернан — Джордж

## Производство и премьера
Проект был анонсирован в конце 2022 года. Стив Маккуин стал режиссёром, сценаристом и продюсером картины. Главную роль получила Сирша Ронан. Премьера состоялась 9 октября 2024 года на 68-м Лондонском кинофестивале, а 22 ноября того же года картина появилась на Apple TV+.